# Донцов, Кирилл Фёдорович
Кирилл Фёдорович Донцов (21 декабря 2001, Волгоград) — российский футболист, защитник.

## Биография
Воспитанник СДЮСШОР-11 «Зенит-Волгоград» (до апреля 2016) и ЦПДЮК «Ротор» (академия «Ротор», апрель 2016 — января 2019), тренер — Дмитрий Хакимов. в 2019 году провёл 22 матча в первенстве ПФЛ за «Ротор-2». В чемпионате России дебютировал 27 сентября 2020 года — в домашнем матче 9 тура против «Рубина» (1:3) вышел на замену на 90+1-й минуте.
11 июля 2021 года перешёл в ФК «Смоленск», за который затем сыграл в двух кубковых матчах. 23 августа того же года был внесён в заявку возрождённого махачкалинского «Динамо». В начале февраля 2022 года стало известно, что «Динамо» и Донцов договорились о расторжении контракта по обоюдному согласию сторон, за клуб матчей так и не провёл.